# All-Star Game de la NBA 2008
El All-Star Weekend de la NBA del 2008 se disputó en la ciudad de Nueva Orleans durante el fin de semana del 15 al 17 de febrero de 2008.
El viernes se disputó el partido de los Rookies y los Sophomores con victoria para estos últimos.
El sábado se disputaron los concurso de habilidades, mates y triples así como el Shooting Stars. El domingo se disputó el partido de las estrellas entre el Este y el Oeste con victoria para el Este.

## Viernes

### Rookie Challenge
- Rookies 109-136 Sophomores

| Rookies Plantilla 2008 |    |                           |                     |                       |
| B                      | 11 | Bandera de Estados Unidos | Mike Conley         | (Memphis Grizzlies)   |
| E                      | 35 | Bandera de Estados Unidos | Kevin Durant        | (Seattle Supersonics) |
| A                      | 22 | Bandera de Estados Unidos | Jeff Green          | (Seattle Supersonics) |
| AP                     | 4  |                           | Luis Scola          | (Houston Rockets)     |
| P                      | 15 |                           | Al Horford          | (Atlanta Hawks)       |
| A                      | 33 | Bandera de Estados Unidos | Jamario Moon        | (Toronto Raptors)     |
| E                      | 2  | Bandera de España.        | Juan Carlos Navarro | (Memphis Grizzlies)   |
| P                      | 51 | Bandera de Estados Unidos | Sean Williams       | (New Jersey Nets)     |
| AP                     | 9  |                           | Yi Jianlian         | (Milwaukee Bucks)     |

| Sophomores Plantilla 2008 |    |                           |                   |                          |
| B                         | 9  | Bandera de Estados Unidos | Rajon Rondo       | (Boston Celtics)         |
| E                         | 7  | Bandera de Estados Unidos | Brandon Roy       | (Portland Trail Blazers) |
| A                         | 22 | Bandera de Estados Unidos | Rudy Gay          | (Memphis Grizzlies)      |
| AP                        | 7  | Bandera de Italia.        | Andrea Bargnani   | (Toronto Raptors)        |
| P                         | 12 | Bandera de Estados Unidos | LaMarcus Aldridge | (Portland Trail Blazers) |
| B                         | 1  | Bandera de Estados Unidos | Daniel Gibson     | (Cleveland Cavaliers)    |
| AP                        | 24 | Bandera de Estados Unidos | Paul Millsap      | Utah Jazz                |
| B                         | 5  | Bandera de Estados Unidos | Jordan Farmar     | (Los Angeles Lakers)     |
| E                         | 9  | Bandera de Estados Unidos | Ronnie Brewer     | (Utah Jazz)              |

- MVP del partido: Daniel Gibson

## Sábado

### Shooting Stars
- Chicago Bulls (Chris Duhon, Candice Dupree y B. J. Armstrong)
- Detroit Pistons (Chauncey Billups, Swin Cash y Bill Laimbeer)
- Phoenix Suns (Amare Stoudemire, Cappie Pondexter y Eddie Johnson)
- San Antonio Spurs (Tim Duncan, Becky Hammon y David Robinson)

- VENCEDOR: San Antonio Spurs

### Concurso de Habilidad
- Jason Kidd (New Jersey Nets)
- Chris Paul (New Orleans Hornets)
- Dwyane Wade (Miami Heat)
- Deron Williams (Utah Jazz)

- VENCEDOR: Deron Williams

### Concurso de Triples
- Richard Hamilton (Detroit Pistons)
- Steve Nash (Phoenix Suns)
- Daniel Gibson (Cleveland Cavaliers)
- Dirk Nowitzki (Dallas Mavericks)
- Peja Stojakovic (New Orleans Hornets)
- Jason Kapono (Toronto Raptors)

- VENCEDOR: Jason Kapono

### Concurso de Mates
| Jugador                  | 1ª Ronda | Finales |
| ------------------------ | -------- | ------- |
| Dwight Howard (Orlando)  | 100      | 78%     |
| Gerald Green (Minnesota) | 91       | 22%     |
| Jamario Moon (Toronto)   | 90       |         |
| Rudy Gay (Memphis)       | 85       |         |

## Domingo

### All-Star Game
- Conferencia Oeste 128-134 Conferencia Este

| Conferencia Oeste | Conferencia Oeste | Conferencia Oeste                     | Conferencia Oeste | Conferencia Oeste      |
| Pos.              | N.º               | País                                  | Jugador           | Equipo                 |
| ----------------- | ----------------- | ------------------------------------- | ----------------- | ---------------------- |
| B                 | 3                 | Bandera de Estados Unidos             | Allen Iverson     | Denver Nuggets         |
| E                 | 24                | Bandera de Estados Unidos             | Kobe Bryant       | Los Angeles Lakers     |
| A                 | 15                | Bandera de Estados Unidos             | Carmelo Anthony   | Denver Nuggets         |
| AP                | 21                |                                       | Tim Duncan        | San Antonio Spurs      |
| P                 | 11                | Bandera de la República Popular China | Yao Ming          | Houston Rockets        |
| B                 | 3                 | Bandera de Estados Unidos             | Chris Paul        | New Orleans Hornets    |
| AP                | 41                | Bandera de Alemania                   | Dirk Nowitzki     | Dallas Mavericks       |
| B                 | 13                | Bandera de Canadá                     | Steve Nash        | Phoenix Suns           |
| E                 | 7                 | Bandera de Estados Unidos             | Brandon Roy       | Portland Trail Blazers |
| AP                | 1                 | Bandera de Estados Unidos             | Amare Stoudemire  | Phoenix Suns           |
| A                 | 30                | Bandera de Estados Unidos             | David West        | New Orleans Hornets    |
| AP                | 5                 | Bandera de Estados Unidos             | Carlos Boozer     | Utah Jazz              |

| Conferencia Este | Conferencia Este | Conferencia Este          | Conferencia Este | Conferencia Este    |
| Pos.             | N.º              | País                      | Jugador          | Equipo              |
| ---------------- | ---------------- | ------------------------- | ---------------- | ------------------- |
| B                | 5                | Bandera de Estados Unidos | Jason Kidd       | New Jersey Nets     |
| E                | 3                | Bandera de Estados Unidos | Dwyane Wade      | Miami Heat          |
| A                | 23               | Bandera de Estados Unidos | LeBron James     | Cleveland Cavaliers |
| AP               | 4                | Bandera de Estados Unidos | Chris Bosh       | Toronto Raptors     |
| P                | 12               | Bandera de Estados Unidos | Dwight Howard    | Orlando Magic       |
| B                | 1                | Bandera de Estados Unidos | Chauncey Billups | Detroit Pistons     |
| E                | 20               | Bandera de Estados Unidos | Ray Allen        | Boston Celtics      |
| P                | 36               | Bandera de Estados Unidos | Rasheed Wallace  | Detroit Pistons     |
| E                | 2                | Bandera de Estados Unidos | Joe Johnson      | Atlanta Hawks       |
| AP               | 4                | Bandera de Estados Unidos | Antawn Jamison   | Washington Wizards  |
| A                | 34               | Bandera de Estados Unidos | Paul Pierce      | Boston Celtics      |
| E                | 32               | Bandera de Estados Unidos | Richard Hamilton | Detroit Pistons     |

| 17 de febrero | Este                                                       | 134–128                               | Oeste                                                                     |                                                                      |  |
| 7:50 p. m. CT | Parciales: 34–28, 40–37, 32–28, 28–35                      | Parciales: 34–28, 40–37, 32–28, 28–35 | Parciales: 34–28, 40–37, 32–28, 28–35                                     |                                                                      |  |
|               | Estadísticas Ray Allen, 28 Dwight Howard, 9 Jason Kidd, 10 | Pts Reb Asts                          | Estadísticas Anthony, Roy, Stoudemire 18 Carlos Boozer, 10 Chris Paul, 14 | Pabellón: New Orleans Arena, Nueva Orleans, Luisiana Televisión: TNT |  |

- MVP del Partido: LeBron James

- Datos: Q1959925